# Kaspisk skarpsill
Kaspisk skarpsill (Clupeonella cultriventris) är en fiskart som först beskrevs av Nordmann, 1840.  Kaspisk skarpsill ingår i släktet Clupeonella och familjen sillfiskar. Inga underarter finns listade i Catalogue of Life. För artepitet i det vetenskapliga namnet finns två olika förklaringar. Det kan vara bildat av det latinska ordet för "kultiverad" eller av det latinska ordet för redskapen årder. Fiskens undersida har viss likhet med ett årder.
Exemplaren blir upp till 14,5 cm långa. Vanligen ligger längden vid 10 cm. Kaspisk skarpsill kan leva fem år. Arten saknar taggstrålar i rygg- och analfenan och antalet mjukstrålar är 13 till 21 i ryggfenan samt 12 till 23 i analfenan. Två mjukstrålar i analfenan nära stjärten är större än alla andra. Fisken är avplattad från sidan. Den har formen som en typisk fisk.
Denna fisk förekommer i Kaspiska havet, Azovska sjön, Svarta havet och Marmarasjön samt i angränsande vattendrag. Den når så stora flodsystem som Volga och Don. Arten kan över floden Kama vandra fram till Uralbergen och över Dnepr når den södra Belarus. Kaspisk skarpsill undviker ställen utan bräckt vatten eller sötvatten. Den vistas ofta i laguner eller gamla flodarmar.
Äggläggningen och befruktningen sker mellan april och juli när vattnets temperatur ligger mellan 10 och 18 °C. I stora insjöar skunkar äggen till botten nära kusten vid ett djup av 5 meter. I Azovska sjön kan arten para sig under våren och hösten. Ungar som kläcks i sötvatten vandrar sedan till regioner med bräckt vatten. Födan utgörs av kräftdjur och andra vattenlevande smådjur.
I södra Kaspiska havet minskar populationen på grund av överfiske. I andra regioner är kaspisk skarpsill vanligt förekommande. IUCN kategoriserar arten globalt som livskraftig.